# Subdivisões da Namíbia
A Namíbia está subdividida em 13 regiões.
1. Caprivi
2. Erongo
3. Hardap
4. Karas
5. Kavango
6. Khomas
7. Kunene
8. Ohangwena
9. Omaheke
10. Omusati
11. Oshana
12. Oshikoto
13. Otjozondjupa